# Giro d'Italia 1954
Il Giro d'Italia 1954, trentasettesima edizione della "Corsa Rosa", si svolse in ventidue tappe dal 21 maggio al 13 giugno 1954, per un percorso totale di 4 337 km (il più lungo nella storia del Giro). Fu vinto dallo svizzero Carlo Clerici, davanti al connazionale Hugo Koblet (prima 'doppietta' non italiana della storia della corsa, replicata solo nel 2014 dai colombiani Quintana e Urán).
Clerici, che partecipava come gregario di Koblet, vinse il Giro in seguito alla più famosa "fuga bidone" della storia del ciclismo: andò in fuga con Nino Assirelli durante la sesta tappa (la Napoli-L'Aquila) e giunse sul traguardo con 34' di vantaggio sul gruppo, margine che nessuno fu più in grado di recuperare nelle tappe successive, nonostante Clerici non fosse un grande scalatore; a dare una mano a Clerici arrivò anche uno sciopero dei corridori, per motivi economici, andato in scena nella penultima tappa da Bolzano a Sankt Moritz (lo "sciopero del Bernina"). Fu l'ultimo Giro a cui partecipò Gino Bartali, che concluse la corsa al tredicesimo posto.
In questa edizione fecero la loro comparsa dei nuovi sponsor “extrasportivi”, abbinamenti extra-ciclistici promossi da Fiorenzo Magni con la sua "Nivea-Fuchs". La novità provocò la protesta dei ciclisti francesi, che non parteciparono al Giro. In risposta allo sgarbo dei transalpini la Federazione Ciclistica Italiana decise di non inviare la squadra italiana al successivo Tour.

## Tappe
| Tappa  | Data      | Percorso                                                  | km    | Vincitore di tappa  | Leader cl. generale |
| ------ | --------- | --------------------------------------------------------- | ----- | ------------------- | ------------------- |
| 1ª     | 21 maggio | Palermo (circuito del Monte Pellegrino) (cron. a squadre) | 36    | Bianchi-Pirelli     | Fausto Coppi        |
| 2ª     | 22 maggio | Palermo > Taormina                                        | 280   | Giuseppe Minardi    | Giuseppe Minardi    |
| 3ª     | 23 maggio | Reggio Calabria > Catanzaro                               | 172   | Nino Defilippis     | Giuseppe Minardi    |
| 4ª     | 24 maggio | Catanzaro > Bari                                          | 352   | Angelo Conterno     | Giuseppe Minardi    |
|        | 25 maggio | giorno di riposo                                          |       |                     |                     |
| 5ª     | 26 maggio | Bari > Napoli                                             | 279   | Rik Van Steenbergen | Gerrit Voorting     |
| 6ª     | 27 maggio | Napoli > L'Aquila                                         | 252   | Carlo Clerici       | Carlo Clerici       |
| 7ª     | 28 maggio | L'Aquila > Roma                                           | 150   | Giorgio Albani      | Carlo Clerici       |
| 8ª     | 29 maggio | Roma > Chianciano Terme                                   | 195   | Giovanni Pettinati  | Carlo Clerici       |
| 9ª     | 30 maggio | Chianciano Terme > Firenze                                | 180   | Giovanni Corrieri   | Carlo Clerici       |
| 10ª    | 31 maggio | Firenze > Cesenatico                                      | 211   | Pietro Giudici      | Carlo Clerici       |
| 11ª    | 1º giugno | Cesenatico > Abetone                                      | 230   | Mauro Gianneschi    | Carlo Clerici       |
| 12ª    | 2 giugno  | Abetone > Genova                                          | 251   | Hilaire Couvreur    | Carlo Clerici       |
| 13ª    | 3 giugno  | Genova > Torino                                           | 211   | Wout Wagtmans       | Carlo Clerici       |
| 14ª    | 4 giugno  | Torino > Brescia                                          | 240   | Annibale Brasola    | Carlo Clerici       |
|        | 5 giugno  | giorno di riposo                                          |       |                     |                     |
| 15ª    | 6 giugno  | Gardone Riviera > Riva del Garda (cron. individuale)      | 42    | Hugo Koblet         | Carlo Clerici       |
| 16ª    | 7 giugno  | Riva del Garda > Abano Terme                              | 131   | Rik Van Steenbergen | Carlo Clerici       |
| 17ª    | 8 giugno  | Abano Terme > Padova                                      | 105   | Rik Van Steenbergen | Carlo Clerici       |
| 18ª    | 9 giugno  | Padova > Grado                                            | 177   | Adolfo Grosso       | Carlo Clerici       |
| 19ª    | 10 giugno | Grado > San Martino di Castrozza                          | 247   | Wout Wagtmans       | Carlo Clerici       |
| 20ª    | 11 giugno | San Martino di Castrozza > Bolzano                        | 152   | Fausto Coppi        | Carlo Clerici       |
| 21ª    | 12 giugno | Bolzano > Sankt Moritz (CHE)                              | 222   | Hugo Koblet         | Carlo Clerici       |
| 22ª    | 13 giugno | Sankt Moritz (CHE) > Milano                               | 222   | Rik Van Steenbergen | Carlo Clerici       |
| Totale | Totale    | Totale                                                    | 4 337 |                     |                     |

## Squadre e corridori partecipanti
Partecipano alla corsa quindici squadre composte da sette ciclisti ciascuna, per un totale di 105 ciclisti al via. Oltre alle Nazionali di Germania e Paesi Bassi, tre formazioni, Girardengo-Eldorado, Ideor-Clément e Guerra-Ursus, sono anch'esse Nazionali, patrocinate da marchi, e gareggiano in rappresentanza rispettivamente di Belgio, Spagna e Svizzera.
| N.    | Cod. | Squadra             |
| ----- | ---- | ------------------- |
| 1-7   | BEL  | Girardengo-Eldorado |
| 8-14  | GER  | Germania            |
| 15-21 | OLA  | Paesi Bassi         |
| 22-28 | SPA  | Ideor-Clément       |
| 29-35 | SVI  | Guerra-Ursus        |
| 36-42 | BIA  | Bianchi-Pirelli     |
| 43-49 | ARB  | Arbos               |
| 50-56 | ATA  | Atala-Pirelli       |

| N.     | Cod. | Squadra             |
| ------ | ---- | ------------------- |
| 57-63  | BAR  | Bartali-Brooklin    |
| 64-70  | BOT  | Bottecchia-Ursus    |
| 71-77  | DON  | Doniselli-Lansetina |
| 78-84  | FRA  | Fréjus              |
| 85-91  | LEG  | Legnano             |
| 92-98  | NIV  | Nivea-Fuchs         |
| 99-105 | TOR  | Torpado-Ursus       |

## Classifiche finali

### Classifica generale - Maglia rosa
| Pos. | Corridore        | Squadra     | Tempo      |
| ---- | ---------------- | ----------- | ---------- |
| 1    | Carlo Clerici    | Guerra      | 129h13'07" |
| 2    | Hugo Koblet      | Guerra      | a 24'16"   |
| 3    | Nino Assirelli   | Arbos       | a 26'28"   |
| 4    | Fausto Coppi     | Bianchi     | a 31'17"   |
| 5    | Giancarlo Astrua | Atala       | a 33'09"   |
| 6    | Fiorenzo Magni   | Nivea-Fuchs | a 34'01"   |
| 7    | Gerrit Voorting  | Paesi Bassi | a 35'05"   |
| 8    | Pasquale Fornara | Bottecchia  | a 36'21"   |
| 9    | Fritz Schär      | Guerra      | a 40'51"   |
| 10   | Angelo Conterno  | Fréjus      | a 41'07"   |

### Classifica scalatori
| Pos.              | Corridore        | Squadra | Punti |
| ----------------- | ---------------- | ------- | ----- |
| 1                 | Fausto Coppi     | Bianchi | ?     |
| 2                 | Giancarlo Astrua | Atala   | ?     |
| 3                 | Primo Volpi      | Arbos   | ?     |
| Mauro Gianneschi  | Arbos            | ?       |       |
| Vincenzo Rossello | Nivea-Fuchs      | ?       |       |
| Angelo Conterno   | Fréjus           | ?       |       |